# David Rupert Erythropel
David Rupert Erythropel (* 30. März 1653 in Hannover; † 22. Dezember 1732 ebenda) war ein deutscher lutherischer Theologe, der am Hof der Herzöge und Fürsten in Hannover „eine glanzvolle Lebensbahn durchlaufen hat“.

## Leben

### Familie

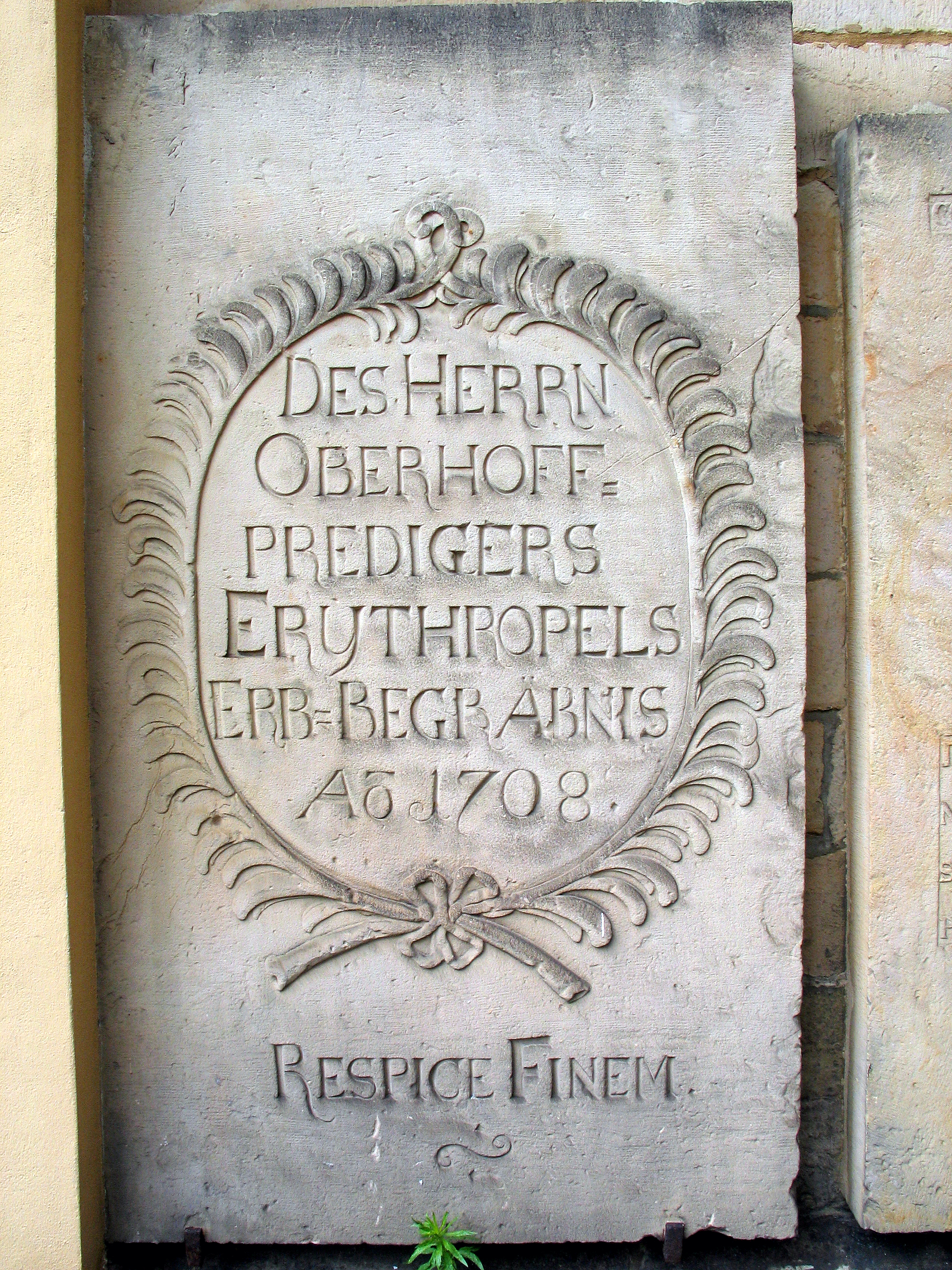
Bereits 1708 erworbenes Erbbegräbnis, Tafel an der Neustädter Hof- und Stadtkirche St. Johannis mit der lateinischen Inschrift „Respice Finem“ („Bedenke das Ende“)

David Rupert Erythropel war ein Sohn des hannoverschen Pfarrers David Erythropel und seiner Frau Elisabeth geb. Bodenstab und stammte aus der alten hannoverschen Gelehrtenfamilie Erythropel; sein Großvater war Rupert Erythropel.
Aus seiner ersten Ehe mit Hedwig Catharina Engelbrecht († 14. November 1701), Tochter des braunschweigisch-kalenbergischen Landsyndikus Christian Wilhelm Johann Engelbrecht (1612–1675), gingen zehn Kinder hervor:
1. Christiana Maria (1682–1748)
2. Margarethe Charlotte (* 1684), verh. mit Erich Melchior Lunde
3. Catharina Johanna (1686–1714), verh. mit Johann Christoph Wahrendorff, Superintendent und Konsistorialrat in Verden
4. David Wilhelm (1687–1758), verh. mit Wilhelmine Amalie Schmidt (1698–1757)
5. Anna Elisabeth (1692–1756)
6. Sophia Benedicta (1695–1754)
7. Arnold Christian (1696–1742), Stadtsyndicus in Hannover, verh. mit Frieda Charlotte Stisser (1718–1785)
8. Johann Friedrich (* 1697)
9. Johann Christoph (1698–1740), verh. mit Sophia Amalie Maria Kotzebue († 1744)
10. Hinrich Rupert (* 1700)

Zwei weitere hatte er mit seiner zweiten Frau Regina Dorothea Nürnberger († 1752)
1. Dorothea Luise (* 1703)
2. Rupert Günther (* 1705)

### Werdegang
David Rupert Erythropel kam nach dem Tod des Vaters 1671 auf die Schule nach Nordhausen und studierte ab 1672 an der Universität Jena Theologie, wo er 1675 den Magistergrad erwarb. Schon 1674 hielt er in Jena die Rede „Amor patriae Hanoverae“, ein frühes Zeugnis des hannoverschen Patriotismus. Daraufhin bereiste er ausgiebig Mittel- und Oberdeutschland (bis Ödenburg und Pressburg) und 1677 Hamburg und Kiel. Er begab sich damit auf „jene Bildungsreise, die in dieser Zeit des Barocks unumgänglich war“, bevor er im Auftrag von Herzog Johann Friedrich von Calenberg nach England und in die Niederlande fuhr.
1680 wurde er 2. Pastor der Schlosskirche Hannover, 1687 Magister zu Jena, 1689 Konsistorialrat des Kurfürstentums Braunschweig-Lüneburg, 1694 Hofprediger und 1. Pastor der hannoverschen Schlosskirche.
Nach dem Tode des katholischen Landesherrn, Herzog Johann Friedrich von Braunschweig-Lüneburg, hielt Erythropel „die erste evangelische Predigt in der wieder protestantischen Schlosskirche“.
Für den Universalgelehrten Gottfried Wilhelm Leibniz, der in der Neustädter Hof- und Stadtkirche St. Johannis beigesetzt wurde, hielt Erythropel 1716 den Trauergottesdienst.
Erythropel hatte bereits 1708 ein Erbbegräbnis in der Neustädter Kirche erworben und wurde 1732 innerhalb dieser Kirche beigesetzt.